# جورج أكوستا
جورج أكوستا (بالإنجليزية: George Acosta)‏ هو لاعب كرة قدم أمريكي في مركز الوسط، ولد في 19 يناير 2000 في ميامي في الولايات المتحدة. لعب مع اوستين بولد وإنتر ميامي.

## وصلات خارجية
- جورج أكوستا على موقع الدوري الأمريكي (الإنجليزية)
- جورج أكوستا على موقع قاعدة بيانات كرة القدم.إي يو (الإنجليزية)
- جورج أكوستا على موقع Soccerway.com (الإنجليزية)
- جورج أكوستا على موقع عالم كرة القدم.نت (الإنجليزية)